# Estádio Dr. Magalhães Pessoa
Het Estádio Dr. Magalhães Pessoa is een multifunctioneel stadion in Leiria, Portugal. Het wordt vooral gebruikt voor voetbalwedstrijden, de voetbalclub União Leiria maakt van dit stadion gebruik voor hun thuiswedstrijden. Het stadion werd in 2003 gebouwd om te kunnen worden gebruikt voor het Europees Kampioenschap voetbal in 2004. Verder werd er in 2006 en 2007 ook de Supertaça Cândido de Oliveira (Portugese Supercup) gespeeld. In het stadion kunnen ruim 23.000 toeschouwers.

## EK voetbal 2004
| №  | Datum        | Wedstrijd             | Uitslag | EK 2004 |
| -- | ------------ | --------------------- | ------- | ------- |
| 1. | 13 juni 2004 | Zwitserland – Kroatië | 0 – 0   | Groep B |
| 2. | 17 juni 2004 | Kroatië – Frankrijk   | 2 – 2   | Groep B |

Estádio Cidade de Coimbra (Académica Coimbra) ·
Estádio Municipal de Arouca (FC Arouca) ·
Estádio do Restelo (CF Os Belenenses) ·
Estádio da Luz (SL Benfica) ·
Estádio Municipal de Braga (SC Braga) ·
Estádio António Coimbra da Mota (GD Estoril-Praia) ·
Estádio Cidade de Barcelos (Gil Vicente FC) ·
Estádio dos Barreiros (CS Marítimo) ·
Estádio da Madeira (CD Nacional) ·
Estádio José Arcanjo (SC Olhanense) ·
Estádio da Mata Real (FC Paços de Ferreira) ·
Estádio do Dragão (FC Porto) ·
Estádio do Rio Ave FC (Rio Ave FC) ·
Estádio José Alvalade (Sporting Lissabon) ·
Estádio D. Afonso Henriques (Vitória SC) ·
Estádio do Bonfim (Vitória FC)
Estádio do Fontelo (Académico de Viseu FC) ·
Estádio da Tapadinha (Atlético Clube de Portugal) ·
Estádio Municipal de Aveiro (SC Beira-Mar) ·
Estádio da Tapadinha (SL Benfica B) ·
Estádio 1º de Maio (SC Braga B) ·
Estádio Municipal de Chaves (Grupo Desportivo de Chaves) ·
Estádio do CD das Aves (CD Aves) ·
Estádio de São Luís (SC Farense) ·
Estádio Marcolino de Castro (CD Feirense) ·
Estádio do Mar (Leixões SC) ·
Campo da Imaculada Conceição (CS Marítimo B) ·
Parque Joaquim de Almeida Freitas (Moreirense FC) ·
Estádio Carlos Osório (União Oliveirense) ·
Estádio Municipal 25 de Abril (FC Penafiel) ·
Estádio Municipal de Portimão (Portimonense SC) ·
Estádio Dr. Jorge Sampaio (FC Porto B) ·
Estádio de São Miguel (CD Santa Clara) ·
Estádio José Alvalade (Sporting Lissabon B) ·
Complexo Desportivo da Covilhã (Sporting Covilhã) ·
Estádio João Cardoso (CD Tondela) ·
Estádio do Clube Desportivo Trofense (CD Trofense) ·
Estádio da Madeira (CF União)